# آلباتروس گیبسون
آلباتروس گیبسون (نام علمی: Diomedea antipodensis gibsoni) که همچنین با نام‌های آلباتروس سرگردان جزایر اوکلند یا آلباتروس سرگردان گیبسون نیز شناخته می‌شود، پرنده دریایی بزرگی از گروه آلباتروس‌ها است. این پرنده عمدتاً در مجمع‌الجزایر جزایر اوکلند نیوزلند یافت می‌شود و در دریای تاسمان به دنبال غذا می‌گردد. بیشتر این پرندگان در جزیره آدامز لانه‌سازی می‌کنند. نام رایج و سه‌جمله‌ای این پرنده به یاد جان داگلاس گیبسون، پرنده‌شناس آماتور استرالیایی است که سی سال آلباتروس‌ها را در سواحل نیو ساوت ولز مطالعه کرد.

## رده‌بندی
آلباتروس گیبسون در ابتدا به‌عنوان زیرگونه‌ای از آلباتروس سرگردان با نام سه‌جمله‌ای Diomedea exulans gibsoni توصیف شد. مقاماتی که جدایی آلباتروس آنتیپودی را از آلباتروس سرگردان می‌پذیرند، گیبسون را زیرگونه‌ای از آنتیپودی می‌دانند. مقاماتی که این جدایی را قبول ندارند، گیبسون را زیرگونه‌ای از سرگردان می‌دانند. گاهی اوقات این پرنده به‌عنوان یک گونه کامل با نام Diomedea gibsoni در نظر گرفته می‌شود، و اصطلاح «آلباتروس سرگردان» گاهی اوقات به‌عنوان یک گروه از گونه‌ها در نظر گرفته می‌شود که شامل گونه D. gibsoni نیز می‌شود.
پرندگان بالغ شباهت ظاهری زیادی به آلباتروس سرگردان دارند و دارای رنگ سفید در پشت بدن هستند که در امتداد سطح بالایی بال‌ها در نزدیکی بدن گسترش می‌یابد. پرهای سفید سر و بدن دارای راه‌راه‌های خاکستری ظریف هستند. لبه عقبی بال بالایی سیاه است، با پرهای پروازی سیاه و لکه‌های سفید خال‌دار روی پوشش‌های اولیه سیاه. زیر بال‌ها سفید با لبه عقبی تیره است. دم سفید با لبه‌های سیاه است، به جز در نرهای مسن‌تر که ممکن است کاملاً سفید باشد. منقار صورتی کم‌رنگ است. ماده‌ها کمی کدرتر و کوچک‌تر از نرها هستند. این آرایه به‌طور کلی کم‌رنگ‌تر از زیرگونه اصلی آلباتروس آنتیپودی، D. a. antipodensis، است که عمدتاً در جزایر آنتیپودی تولید مثل می‌کند. میانگین وزن نرهای بالغ ۶٫۸ کیلوگرم و ماده‌ها ۵٫۸ کیلوگرم است.

تفاوت پرها با افزایش سن
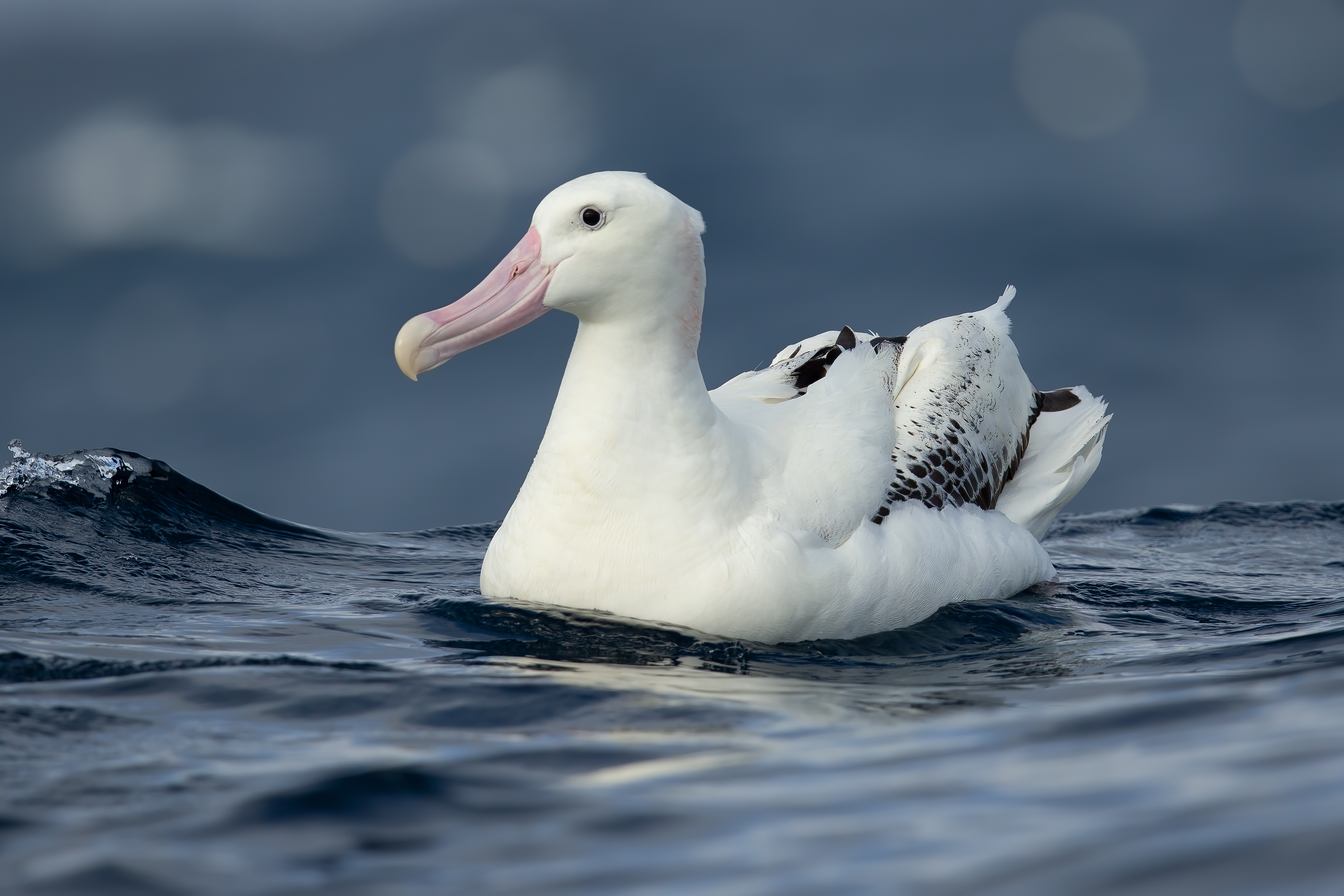
پرنده مسن‌تر
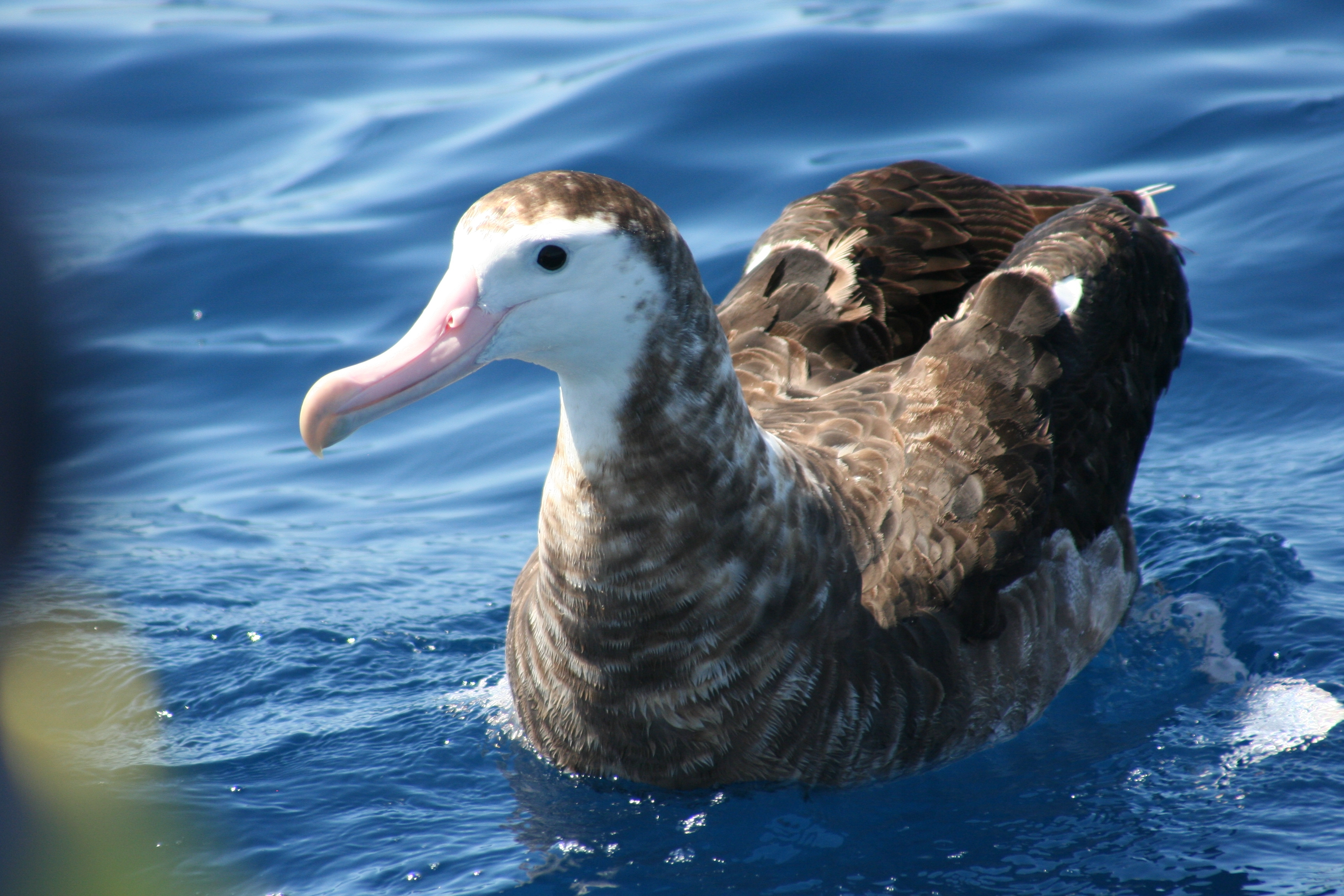
پرنده جوان‌تر

## پراکندگی
آلباتروس گیبسون فقط در مجمع‌الجزایر جنب‌جنوبگان جزایر اوکلند نیوزلند زادآوری می‌کند. ماده‌های در حال زادآوری عمدتاً در دریای تاسمان تغذیه می‌کنند، درحالی‌که نرها در بخش‌های جنوبی استرالیا یا اقیانوس آرام جنوبی اقیانوس منجمد جنوبی بین عرض‌های جغرافیایی ۳۰ تا ۵۰ درجه جنوبی، به‌ویژه در بادهای چهلگان که سامانه‌های آب‌وهوایی به جستجوی غذا کمک می‌کنند، به جستجوی غذا می‌پردازند. اگرچه آن‌ها گاهی اوقات ممکن است در اواخر تابستان تا لبه یخ‌های قطب جنوب به سمت جنوب سفر کنند، اما به‌ندرت در زمستان در جنوب همگرایی جنوبگان دیده می‌شوند.

## رفتار

### زادآوری
آلباتروس‌های گیبسون در جزایر محل زادآوری خود، بر روی تپه‌های خزه‌ای و در علفزارها، بر روی یا نزدیک پشته‌ها، دامنه‌ها و فلات‌هایی که موقعیت بادخیز و باز به آن‌ها کمک می‌کند تا پرواز کنند، لانه می‌سازند. آن‌ها اغلب جماعت‌های پراکنده‌ای در سمت بادگیر جزایر تشکیل می‌دهند.
زادآوری فقط هر دو سال یکبار انجام می‌شود، اگر موفقیت‌آمیز باشد؛ مطالعات انجام‌شده در جزیره آدامز در دهه ۱۹۹۰ نشان داد که میزان موفقیت سالانه زادآوری ۶۷٪ است. جفت‌های آلباتروس از ماه نوامبر به جزایر محل زادآوری خود بازمی‌گردند، و نرهای مسن‌تر اولین کسانی هستند که می‌رسند. یک لانه گلی برآمده برای یک جوجه ساخته می‌شود و تخم‌ها در اواخر دسامبر یا اوایل ژانویه گذاشته می‌شوند. لانه عمدتاً توسط ماده ساخته می‌شود و نر بیشتر مواد را جمع‌آوری می‌کند. تخم به‌طور متناوب توسط هر دو والدین در شیفت‌های طولانی دو تا سه هفته‌ای انکوبه می‌شود که اولین آن توسط نر انجام می‌شود، درحالی‌که پرنده غیر جوجه‌کشی در حال جستجوی غذا است، اغلب در دریای تاسمان تا ۱۰۰۰–۱۵۰۰ کیلومتر دورتر از محل لانه.
دوره نهفتگی به‌طور متوسط حدود ۷۸ روز است و تخم‌ها در اوایل ماه مارس از تخم بیرون می‌آیند. جوجه به‌طور متناوب توسط هر دو والدین به مدت چهار یا پنج هفته نگهداری می‌شود و پس از آن والدین در طول زمستان به‌طور جداگانه و در فواصل نامنظم به آن سر می‌زنند. دوره از جوجه‌آوری تا پرواز به‌طور متوسط ۲۷۸ روز طول می‌کشد و جوجه‌ها از اواسط نوامبر تا اواسط دسامبر پرواز می‌کنند.

### تغذیه

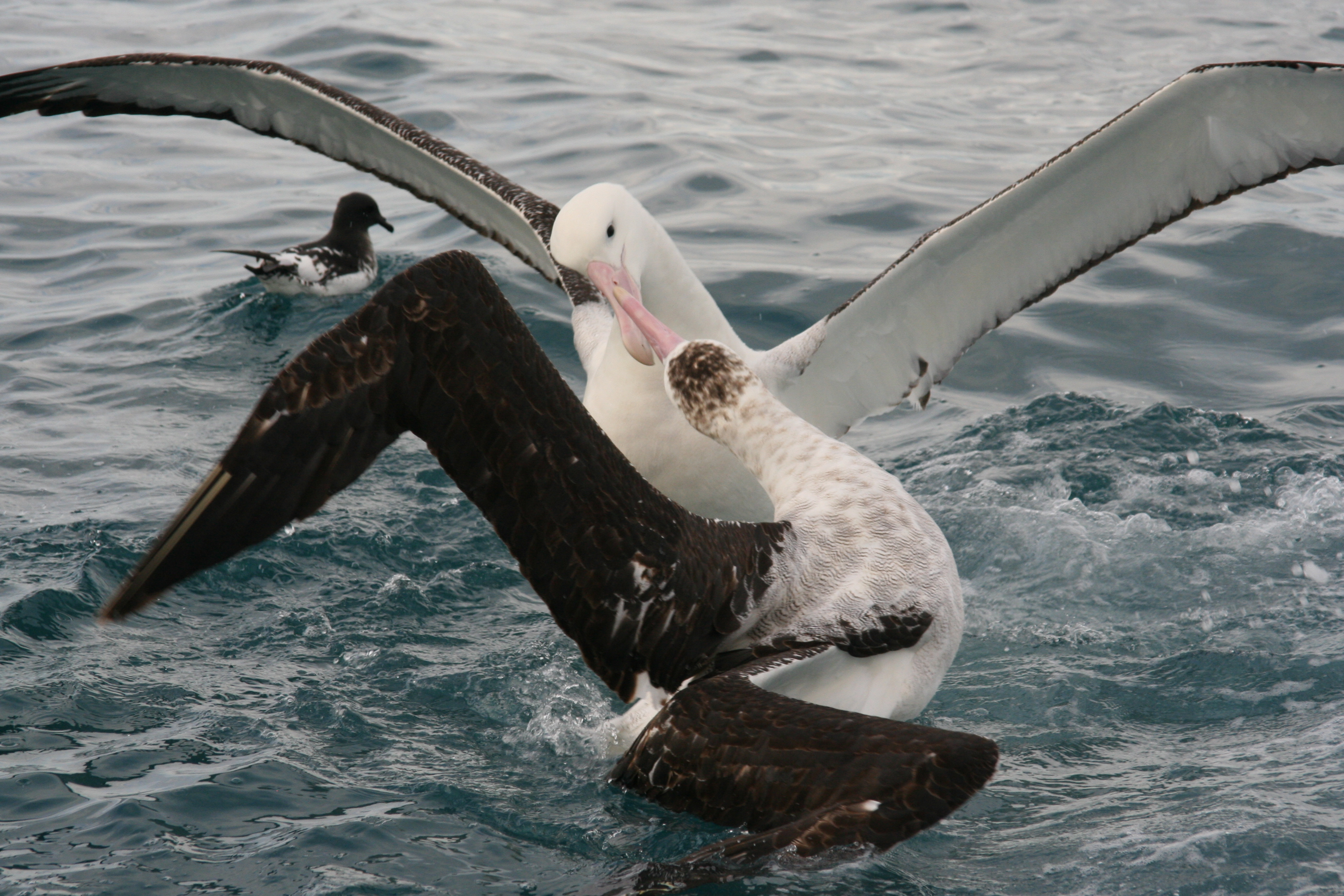
دو پرنده در حال نزاع بر سر غذا در نزدیکی کایکورا، نیوزلند، با یک پرنده دریایی دماغه در پشت سر آنها

آلباتروس‌ها در منطقه دریایی میانی از ماهی‌ها، سرپایان و سخت‌پوستان تغذیه می‌کنند. آن‌ها روی سطح دریا یا درست زیر آن تغذیه می‌کنند یا از ارتفاع ۲ تا ۵ متری شیرجه‌های کم‌عمق می‌زنند. آن‌ها با پرواز در فاصله ۱۵ متری از سطح دریا از جریان‌های رو به بالا از جبهه‌های موج برای بلند شدن استفاده می‌کنند. به این ترتیب آن‌ها مسافت‌های طولانی را برای جستجوی غذا طی می‌کنند و اغلب قایق‌های ماهیگیری را دنبال می‌کنند تا با دیگر پرندگان دریایی بر سر زباله‌ها دعوا کنند و برای طعمه شیرجه بزنند.

## وضعیت و حفاظت

### جمعیت
جمعیت جهانی آلباتروس گیبسون حدود ۴۰۰۰۰ پرنده است که در سال ۱۹۹۹ حدود ۱۰۰۰۰ جفت زادآور تخمین زده شده است. تحقیقات جزیره آدامز نشان داد که میانگین نرخ بقای سالانه پرندگان بالغ ۹۸٪ برای نرها و ۹۶٪ برای ماده‌ها است، و این تفاوت از نظر آماری معنی‌دار نیست. در طول دوره ۱۹۹۱ تا ۱۹۹۷، به‌طور متوسط ۵۸۳۱ جفت هر سال در اوکلندها زادآوری کردند، ۶۵ جفت در جزیره اصلی اوکلند، که دارای گونه‌های معرفی‌شده موش خانگی، گربه‌های رمیده و خوک‌های جزیره اوکلند است، ۲۵۰ جفت در جزیره بسیار کوچک‌تر دیسپپوینتمنت، و بقیه در جزیره آدامز بدون شکارچی. این نشان‌دهنده کاهش تعداد است؛ جمعیت زادآور در سال ۱۹۷۳، ۲۰۰۰۰ جفت تخمین زده شده است، و احتمالاً در قرن نوزدهم بسیار بیشتر از این بوده است. علاوه بر این، حدود ۴۰ درصد کاهش در تعداد بین شمارش‌ها در سال‌های ۱۹۹۷ و ۲۰۰۹ و در بقای بزرگسالان، بهره‌وری و استخدام وجود داشته است.

### تهدیدها
در طول قرن نوزدهم، آلباتروس‌های لانه‌ساز در معرض جمع‌آوری تخم‌های پراکنده و کنترل نشده توسط شکارچیان خوک آبی و سایر بازدیدکنندگان اوکلندها بودند. اگرچه این کار متوقف شده است، اما از اواسط قرن بیستم به بعد، جمعیت به‌طور فزاینده‌ای در معرض خطر مرگ‌ومیر ناشی از صید جانبی در ماهیگیری با قلاب طویل اقیانوس منجمد جنوبی قرار گرفته است، زیرا پرندگان در حال جستجوی غذا به قلاب گیر می‌کنند، درهم می‌پیچند و غرق می‌شوند. سایر تهدیدات شامل گرسنگی در اثر مصرف آلودگی پلاستیکی و به‌طور بالقوه در محل‌های لانه‌سازی آن‌ها، توسط اختلالات انسانی، معرفی تصادفی جوندگان و سایر شکارچیان عجیب‌وغریب، و با تغییر زیستگاه ناشی از تغییر اقلیم است. آلباتروس گیبسون تحت قانون حمایت از محیط زیست و حفاظت از تنوع زیستی استرالیا (۱۹۹۹) به‌عنوان آسیب‌پذیر فهرست شده است.

## توضیحات

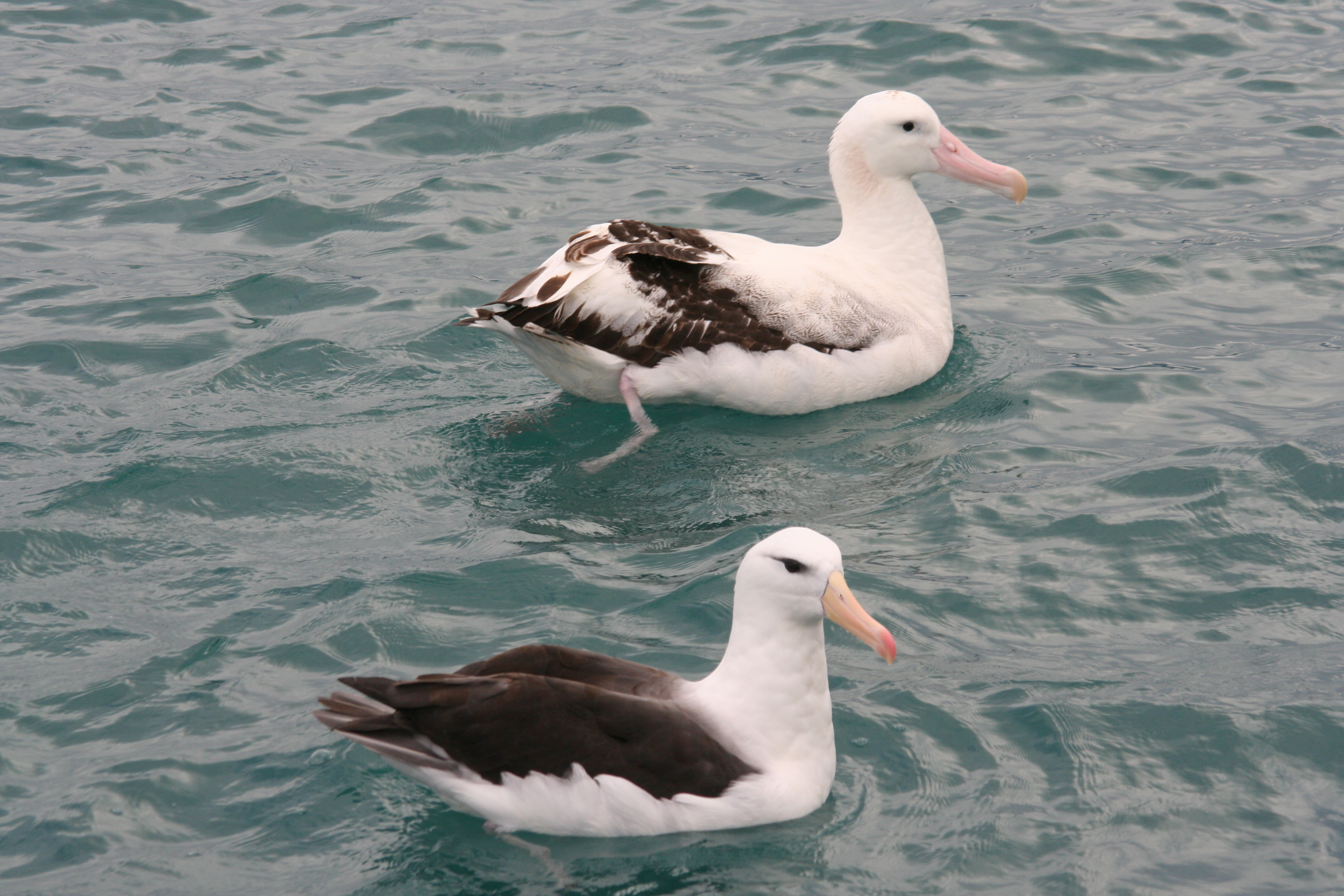
مقایسه اندازه - گیبسون (بالا) و آلباتروس‌های ابروسیاه